# 雲南ブルズ
雲南ブルズ（云南红河奔牛、英：Yunnan Bulls）は、中華人民共和国・雲南省昆明市を本拠地とするプロバスケットボールチームである。かつては紅河ハニ族イ族自治州蒙自県を本拠地としていた。2009年シーズンまで中国プロバスケットボールリーグ（CBA）所属。

## 歴史
2004年にCBAの下部組織である中国バスケットボールリーグ（CBL）で優勝を果たし、活動停止となった北京オリンピアンズ（現在はABA所属）に代わりCBAに昇格。
1シーズン目で南地区4位でプレーオフに進出し、準々決勝で遼寧ハンターズを破る番狂わせを演じた。しかし準決勝では江蘇ドラゴンズに敗退。2005-06シーズンもプレーオフに進出するが、強豪北京ダックスに敗れる。
2009年シーズンで参加基準未達成が発覚し、登録取消に至る。2010年9月には正式に登録抹消。